# Камене лутке
Камене лутке — стене које се налазе на Куклици у Кратову, на десној страни долине Криве Реке. Посебно узак део њене реке је речно корито, које се налази на надморској висини од 415-420 метара.
Цела појава је распрострањена на површини од око 0,3-0,4 квадратних километара, постављена је на око 120 малих и око 15 великих пропланака.

## Морфолошке карактеристике
На локалитету Куклица постоје две групе земљаних пирамида: оне у централном делу, мале депресије у подножу брда Дубице на висине до 10 метара, и аутомне у облику земљаних стубова. На истоку (десно) од претходних, са бочне стране брда протежу се брежуљци висине до 5 метара. Брежуљци се налазе близу један другом и често су спојени у подножју.
Ради интересантнијег изгледа на великим земљаним стубовима који подсећају на људске фигуре уређене су као „скамени сватови“. Читав тај део локалитета, познат је и под именом „Весела свадба“.

## Настанак камених лутки
Камене лутке на овим просторима представљају природну појаву настанка приликом дуготрајне ерозије на Вулканских стена различитих јачина: игнимбрити, андезити и туфови.
Чврсти, компактни игнимбрити, андезити полако нестају и остављају за собом меке туфове.
Овако заштићени, туфови заједно са каменим блоковима на врху, остају да вире у виду рељефа на стенама и стубовима, односно, земљаним пирамидама.
У међувремену, дуготрајни атмосферски услови попут кише, промене температуре и ветра, довео је до модификације и настанка оваквих карактеристичних облика. Ови процеси, почели су пре десетину милијарди година и трају до дана данашњег.
Због непрестаног процеса модификације, неке од земљаних пирамида постепено се уништавају док се други стварају. Због тога пирамиде перманентно мењају свој облик. Овај процес је веома спор и не може се приметити брзо, током месеца и године.

## Значење локалитета
Феномен земљаних пирамида или камене лутке, широм света представљају ретку појаву.
За њихов настанак потребни су посебни геолошки, геоморфолошки, климатски и вегетативни услови. Ово се посебно односи на добро изражене и типичне појаве као што је случај у Куклици.
Звог свега тога, овај локалитет је заштићен као природно добро. Истовремено, забрањене су било какве активности које би могле да угрозе природне лепоте локалитета. Брда представљају велику вредност и незаменљив природни изглед на овим просторима.
Због малих површина на којима се простиру и „осетливости“ терена, потребно је ограничити број посетилаца у границама дозвоњеног. У супротном, овој феномен неће моћи да остане очуван као јединствен за наредне генерације.

## Легенда
Према предањима постоји прича, легенда, о настанку камених лутака која говори о браку и несрећној љубави између једног момка и две девојке из тог региона.
Према легенди, некада давно у селу Куклица, десила се велика трагедија. Момак који је био велики зидарски мајстор живео је у селу Куклица. У њега се заљубила девојка, али обзирим да је био верен са другом, то је довело до великог разочарења девојке и она га је проклела.
У складу са традицијом, млада је била богата девојка из доњег дела села. Заљубаљена девојка која је бацила клетву, била је лепша али сиромашна.
Када је дошао дан венчања, наизглед све било у реду. Окупили су се сватови и други гости и забава је почела. У тренутку када су се младенци пољубили, клетва се остварила и сватови су остали скамењени. Окамењени сватови сведоче о бесу и болу несрећне девојке.
Друга легенда говори о младићу и двема девојкама са којима је истовремено заказао венчање. Када је код сиромашније али лепше девојке, чуо гајде и бубњеве и кренуо ка њој, богата девојка га је проклела. Младожења и сватови остали су скамењени.
Мештани ово место зову „Весело венчање“ или „Камена свадба“ јер су скамењени сватови остали насмејани а младенци загрљени.
Због ових окамењених „лутки“ (мкд. кукли), место је добило име - Куклица (Луткица).